# Suseni, Hunedoara
Suseni este un sat în comuna Râu de Mori din județul Hunedoara, Transilvania, România.

## Lăcașuri de cult
În localitate există o biserică fondată in secolul al XIV-lea de familia cnejilor Cândea / Kendeffy (fondatorii Cetății Colț). Turnul bisericii este fortificat, prevăzut cu mortriere și se află deasupra altarului. În trecut, cele trei etaje ale turnului erau folosite ca încăperi de către călugări.

## Vezi și
- Biserica cnezilor Cândea din Suseni

## Galerie de imagini

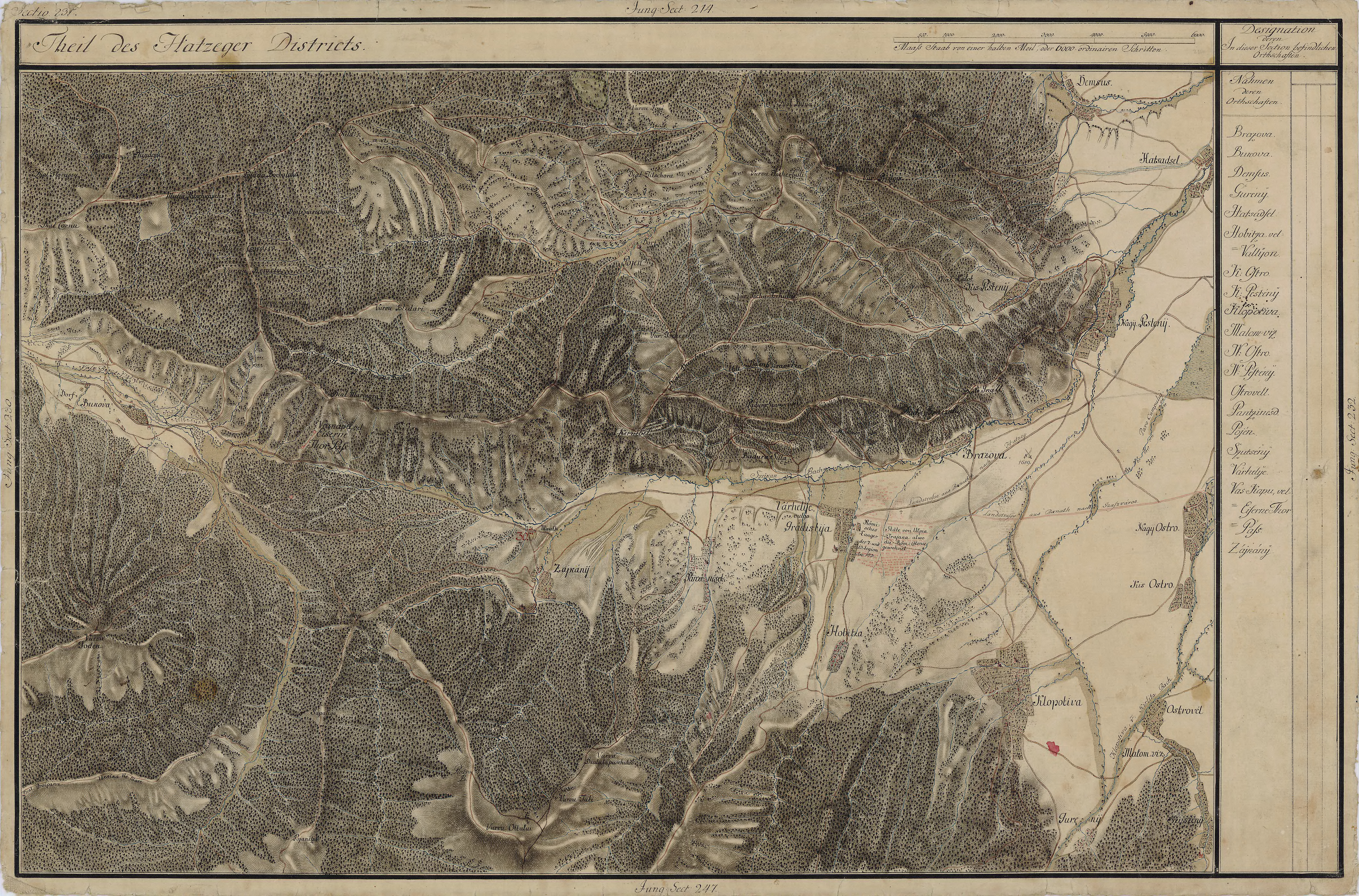
Suseni pe Harta Iosefină a Transilvaniei, 1769-1773